# 143 Records
143 Records è stato il marchio di registrazione del produttore David Foster. 143 è una sotto etichetta di proprietà della Warner Music Group. I numeri 1-4-3 sono derivati dalle parole "I Love You." Dal 2001 non è più attivo.

## Artisti
- Michael Bublé
- The Corrs
- Lace
- Renee Olstead
- Charice
- Josh Groban
- William Joseph
- Jordan Hill (through Atlantic Records)
- Jackie Evancho
- Beth Hart